# Московский фестиваль американского кино
Московский фестиваль американского кино «Амфест» («Новые образы Америки») — кинофестиваль, проводимый в Москве и Санкт-Петербурге арт-объединением CoolConnections совместно с посольством США. Фестиваль проходит каждую осень, начиная с 2006 года.

## Программа фестиваля
Программа «Амфеста» состоит из фильмов независимого кинематографа США — новинок арт-хаус и инди-фильмов Сандэнса кинофестивалей в Венеции, Локарно, Роттердаме,, авторское кино, а иногда голливудские фильмы, но те, которые смещают «акценты в нашем представлении об американском кинематографе». Свою миссию «Амфест» видит в создании «более полных представлений о кинематографических образах Америки».

## История проведения
Первый фестиваль прошёл в сентябре-октябре 2006. Главной темой фестиваля было взаимодействие американской и русской культур.
Второй фестиваль Амфест-2007 был приурочен к 200-летней годовщине установления дипломатических отношений между Россией и США, и значительная часть программы также была посвящена пересечению и взаимовлиянию культур двух народов.
Программа фестиваля Амфест-2008 объединяла идея авторского кино. В центре внимания организаторов фестиваля оказалось творчество тех мастеров, которые стремятся отметить своей индивидуальностью не только сюжеты, но и стилистику картин.
На все фестивали приезжали некоторые из режиссёров показанных фильмов, сценаристы, продюсеры и исполнители.